# Foligno
Pour les articles homonymes, voir Foligno (homonymie).
Foligno est une commune italienne, située dans la province de Pérouse, dans la région de l'Ombrie, en Italie centrale.

## Géographie
La ville s'est édifiée dans le vallon où la rivière Topino conflue avec le Menotre.

## Histoire
Le nom latin de Foligno est Fulginiae. D'abord occupée par des populations ombriennes, la ville fut soumise par les Romains en 295 avant J.C. à la suite de la bataille de Sentinum. Elle devient municipe, siège de préfecture et statio principalis des trafics impériaux le long de la voie Flaminia. Elle fut ravagée par les invasions barbares, notamment par celles des Sarrasins et des Hongrois, avant de s'agrandir et devenir Commune libre sous Fréderic Barberousse au XIIe siècle. Elle est annexée aux États pontificaux au début du XIIIe, puis a souvent changé de mains pendant les guerres du XIIIe siècle. En 1227, elle est occupée par Guiscardo, capitaine de Frédéric II, puis reste sous le contrôle des Gibelins jusqu'en 1310. Elle est détruite par Pérouse en 1281. De 1305 à 1439, elle est gouvernée par la famille Trinci, seigneurs guelfes, dont le dernier membre s’est élevé contre l’Église. Sous leur règne, la ville connait une période prospère. Le pape Eugène IV envoya ses forces contre Foligno en 1439. Les habitants lui ouvrirent les portes de la ville. À partir de là, elle a appartenu aux États pontificaux jusqu’en 1860, date à laquelle elle est annexée au royaume d'Italie.
La ville de Foligno est surtout connue par la vie de la Bienheureuse Angèle de Foligno, mystique franciscaine du XIIIe siècle.
La ville a été endommagée par plusieurs tremblements de terre, en particulier en 1832 et 1997 et a été l’objet de bombardements des Alliés durant la Seconde Guerre mondiale.

## Culture
En 1472, c'est à Foligno qu'a été imprimé par Johannes Numeister et Evangelista Mei le premier livre en langue italienne, la Divine Comédie et en 1762 la première édition de l'almanach Barbanera.
C'est dans cette ville que naquit et mourut sainte Angèle de Foligno, religieuse franscicaine du XIIIe siècle.

## Monuments et patrimoine
Foligno a été l’objet de bombardements des Alliés durant la Seconde Guerre mondiale, responsables de son aspect relativement moderne, bien qu’il y reste quelques monuments médiévaux. Mais de son passé romain, il n’y a aucune trace significative.

### Monuments religieux
- Cathédrale de Foligno, (Duomo), située sur la Piazza della Republica, est dédiée au Saint Patron Feliciano. Sa forme actuelle est due aux architectes Vanvitelli et Giuseppe Piermarini (1734-1808). La façade mineure date de 1201 et fut agrandie au XVe siècle et restaurée en 1904, tout comme la façade principale construite en 1133. L'intérieur de style néoclassique comporte des tableaux des XVIIIe et XIXe siècles, une statue en argent sculpté de San Feliciano, une œuvre de Niccolò Alunno et un baldaquin baroque. La crypte, toujours visible, fut un lieu de culte[2],
- Monastero dei Santi Anna e Antonio, aussi appelé Monastère des Comtesses. Situé via des Monasteri qui compta jusqu'à six monastères au XIXe siècle, il conserve une structure presque intacte et d'importantes œuvres d'art. De 1565 à 1797, son église abrita la Madonna di Foligno peinte par Raphaël en 1512 qui, emportée par les Français pendant la Révolution, fut rendue à l'Italie et est maintenant exposée dans la Pinacothèque vaticane[2],
- Chiesa di San Salvatore, située sur la piazza Garibaldi fut construite au XIIe siècle. Sa façade, refaite au XIVe siècle, est formée de rangées de pierres rouge et blanches et est percée de trois portails ogivaux[2],
- Chiesa di San Agostino, située sur la piazza Garibaldi, construite du XIIe  au  XVIIIe siècle, possède une façade en briques ornée de quatre grandes colonnes corinthiennes[2],
- Chiesa del Suffragio, située au début de la via Garibaldi date du XVIIIe siècle est une église en croix grecque dont la façade est de style ionique[2],
- Chiesa San Tommaso de Cippischis, située via Scuola d'Arti e Mestieri, a été construite au XIIe siècle puis modifiée au XVIIIe siècle,
- Oratorio de la Vierge de l'Annonciation, construite à la fin du XVe siècle par l'administration municipale. Ses décorations datent d'époques diverses. Parmi elles figure une fresque peinte en 1507 du Pérugin représentant le Baptême de Jésus[2],
- Oratorio del Crucifisso, construit de 1587 à 1702 en style baroque[2].
- Église Saint-Paul-Apôtre de Foligno, construit en 2009, de l'atelier Fuksas.
- Chiesa di Santa Maria in Campis
- Chiesa di San Giuseppe Artigiano
- Santuario di Santa Maria del Pianto

### Palais
- Palazzo Cantagalli datant du XVIe siècle est situé corso Cavour[2].
- Palazzo Trinci, construit sur des édifices médiévaux préxistants par Ugolino Trinci, seigneur de Foligno de 1389 à 1407, présente une façade érigée entre 1841 et 1847[2],
- Palazzo Morotti datant du XVIIe siècle est situé corso Cavour, tout comme le Palazzo Roncalli datant du XVIe siècle[2],
- Palazzo Varini est une maison particulière du XIVe siècle dont les fenêtres sont jumelées,
- Palazzo Pierantoni construit du XVIe  au  XVIIIe siècle, devint le monastère des Augustines de 1879 à 1981. Il abrite désormais une auberge de jeunesse[2],
- Palazzo Giusti Orfini, via Garibaldi, a été construit aux XVIe et XVIIe siècles. Ses salles sont décorées de fresques illustrant des sujets bibliques et mythologiques[2],
- Palazzo della Canoniche héberge le musée capitulaire et diocésain. Parmi les œuvres exposées, figurent une sculpture en bois du XVe siècle représentant San Feliciano, les bustes des époux Roscioli par l'atelier du Bernin, la copie de la Madonna di Foligno de Raphael, des objets sacrés dont un crucifix en ivoire[2],
- Palazzo Orfini, demeure de style Renaissance où fut imprimé la première édition de la Divine Comédie de Dante Alighieri le 11 avril 1472[2],
- Palazzo Candiotti, un des plus importants de la cité, date du XVIIe siècle,
- Palazzo du Podesta, date du XIIIe siècle, conserve des éléments architecturaux de la fin du XVe siècle[2].

### Statues
- La statue en marbre représentant NIcolo di Liberatore, surnommé l'Alunno (l'Elève)[2].

### Bâtiments civils
- L'Ancien Hôpital, situé sur le corso Cavour, est une construction de la Renaissance (1517-1520) présentant un ample porche de douze arcades. Il abrite aujourd'hui des bureaux municipaux[2],
- La façade du théâtre Piermarini (autrefois théâtre Apollon) dont il reste trois fenêtres ornées de chambranles rainurés du XVIe siècle. Ce théâtre a été détruit lors du raid aérien du 16 mai 1944.
- La bibliothèque Jacobilli située sur la piazza Giacomini, abrite des volumes précieux et des œuvres relatant l'histoire ecclésiastique et civile de l'Ombrie[2],
- L'hôtel de ville a été agrandi et modifié à plusieurs reprises aux XVIe et XVIIe siècles. Sa structure architecturale définitive date de 1835̈-1838. Le beffroi a été construit au XIIIe siècle[2].
- La pinacothèque abrite des tableaux et des fresques de peintres de l'école locale des XIVe et XVe siècles dont des œuvres de l'Alunno, Bernardino Mezzastris, Bartolomeo di Tommaso, Giovanni di Corraduccio et Ugolino di Gisberto[2].
- Le musée archéologique conserve de nombreux restes de la civilisation des Ombriens, des Plestini et des Fulginates, ainsi que des restes des sites romains de Fulginia, Forum Flaminii et Peve Fanonica. La collection ayant appartenu aux Trinci et une collection sculpturale et épigraphique de l'historien du XVIIe siècle Ludovico Jacobilli y sont aussi conservées[2],
- Le musée multimédia des tournois, des joutes et des jeux, centre de documentation et d'information sur les tournois, les joutes et les jeux du Moyen Âge au XIXe siècle[2].

### Portes
- La porte San Felicianetto, autrefois nommée Porte de la Croix, via Umberto I, date des XVIe et XVIIe siècles[2],

## Personnalités liées à Foligno
- Gentile da Foligno, médecin et auteur de traités médicaux, mort en cette ville au temps de la peste noire (1348).
- Niccolò Alunno (1430-1520), peintre.
- Angèle de Foligno, sainte.
- Federico Frezzi (XIVe-1416), poète et théologien italien, évêque de Foligno (1403-1416).
- Leonardo Spinazzola (25 mars 1993- ), footballeur international italien.
- Giovanni Guidi, jazzman

## Fêtes et traditions
- La Giostra della Quintana (Joute de la Quintaine), fête populaire annuelle se déroulant le troisième dimanche de juin et la revanche le deuxième dimanche de septembre.

## Transports

### Transports ferroviaires
Foligno est un important centre ferroviaire, sur les lignes reliant Rome à Ancône et à Pérouse.

## Administration
| Période                                  | Période     | Identité       | Étiquette | Qualité |
| ---------------------------------------- | ----------- | -------------- | --------- | ------- |
| 13 juin 2004                             | 9 juin 2009 | Manlio Marini  |           |         |
| Depuis le 9 juin 2009                    | En cours    | Nando Mismetti | PD        |         |
| Les données manquantes sont à compléter. |             |                |           |         |

### Hameaux
Au nombre de 126 :
Abbazia di Sassovivo, Acqua Santo Stefano, Afrile, Aghi, Ali, Annifo, Arvello, Ascolano, Barri, Belfiore, Borgarella, Borroni, Budino, Camino, Cancellara, Cancelli, Cantagalli, Capodacqua, Caposomigiale, Cappuccini, Cariè, Carpello, Casa del Prete, Casa Pacico, Casale del Leure, Casale della Macchia, Casale di Morro, Casale di Scopoli, Cascito, Casco dell'Acqua, Casenove, Casette di Cupigliolo, Casevecchie, Cassignano, Castello di Morro, Castretto, Cavallara, Cave, Cerritello, Chieve, Cifo, Civitella, Colfiorito, Collazzolo, Colle di Verchiano, Colle San Giovanni, Colle San Lorenzo, Colle Scandolaro, Collelungo, Collenibbio, Colpernaco, Colpersico, Corvia, Costa di Arvello, Crescenti, Croce di Roccafranca, Croce di Verchiano, Cupacci, Cupigliolo, Cupoli, Curasci, Fiamenga, Fondi, Forcatura, Fraia, Hoffmann, La Franca, La Spiazza, La Valle, Leggiana, Liè, Maceratola, Maestà di Colfornaro, Modonna delle Grazie, Montarone, Morro, Navello, Orchi, Palarne, Pale, Perticani, Pescara I°, Pescara II°, Pieve Fanonica, Pisenti, Poggiarello, Polveragna, Ponte San Lazzaro, Ponte Santa Lucia, Pontecentesimo, Popola, Rasiglia, Ravignano, Rio, Roccafranca, Roviglieto, San Bartolomeo, San Giovanni Profiamma, San Vittore, Sant'Eraclio, Santo Stefano dei Piccioni, Scafali, Scandolaro, Scanzano, Scopoli, Seggio, Serra Alta, Serra Bassa, Serrone, Sostino, Sterpete, Tesina, Tito, Torre di Montefalco, Treggio, Uppello, Vallupo, Vegnole, Verchiano, Vescia, Vionica, Volperino

### Communes limitrophes
Bevagna, Montefalco, Nocera Umbra, Sellano, Serravalle di Chienti (MC), Spello, Trevi, Valtopina, Visso (MC)

### Évolution démographique
Habitants recensés